# Gewone dolfijn
De gewone dolfijn (Delphinus delphis) is een dolfijn met een pelagische leefwijze, anders dan de bekende tuimelaar, die vooral langs kusten voorkomt. De wetenschappelijke naam van de soort werd in 1758 gepubliceerd door Carl Linnaeus. Al in het oude Griekenland werd de gewone dolfijn afgebeeld op munten en fresco's.

## Kenmerken
De gewone dolfijn is vrij slank en heeft een smalle snuit. Het voorhoofd gaat vrij plotseling over in de snuit. De flippers zijn naar achteren gebogen en zijn puntig. De rugvin is relatief groot en recht. De kleuren variëren van een donkerbruine tot zwarte rug en een witte buik, waarbij de grens tussen de donkere bovenzijde en de lichte onderzijde scherp is, met name in de voorste helft van het lichaam, vóór de rugvin. De lichte flank vertoont vóór de rugvin vaak een oker- tot geelachtige veeg. Het oog heeft een donkere ring en daarvandaan loopt een smalle donkere streep naar voren, tot aan de donkere snuit. Ook van de kin naar de voorkant van de flipper loopt een donkere streep. De gewone dolfijn wordt maximaal 2,3 (vrouwtjes) tot 2,6 (mannetjes) meter lang. De gemiddelde volwassen lengte varieert, afhankelijk van de populatie, van 1,7 tot 2,4 meter. De meeste individuen wegen minder dan 75 kilogram maar er zijn mannetjes bekend die bijna 135 kilogram wogen. Deze dolfijn kan een snelheid van ruim 50 kilometer per uur halen.

## Verspreiding
De soort komt in vrijwel alle gematigde en warme zeeën ter wereld voor, in relatief diep water, dus minder vaak langs de kust. Ze prefereren water dat aan de oppervlakte 10 °C of warmer is. In Nederlandse en Belgische wateren wordt de gewone dolfijn zeer zelden waargenomen.

## Leefwijze en gedrag
De soort leeft doorgaans in grote groepen, die bestaan uit tussen de tien tot vijfhonderd individuen. Groepen van enkele duizenden zijn echter ook mogelijk. Dat gebeurt als kleinere groepjes samenkomen om op een grote school vissen te jagen.
Deze pelagische dolfijn laat zich slecht in gevangenschap houden.
Dolfijnen herkennen elkaar nog na 20 jaar.

## Voedsel
Deze dolfijn eet vooral inktvissen en vissen, zoals haring. Uit onderzoek naar Atlantische dieren, kwam naar voren dat ze selecteren op voedsel met een hoge energetische waarde, zoals lantaarnvissen.

## Voortplanting
Het dier paart onder water of aan de oppervlakte. Na ongeveer 9 maanden wordt één jong geboren. De geboorte vindt meestal plaats vanaf het midden van de winter tot de zomer. Het kalf is bij de geboorte tussen 0,7 en 1 meter lang en weegt dan ongeveer 10 kg. Het spenen lijkt sterk afhankelijk van het leefgebied: in de Zwarte Zee gebeurt dit na 5 tot 6 maanden, elders kan dat oplopen tot 19 maanden. Ook de tijd tussen 2 jongen hangt af van de locatie: in de Zwarte Zee is dit 1 jaar, in het oosten van de Stille Oceaan kan dit oplopen tot 3 jaar. Ook de geslachtsrijpe leeftijd is afhankelijk van de locatie. Dit kan gaan van 2 tot 7 jaar voor vrouwtjes en 3 tot 12 jaar voor mannetjes. Ze zouden zo'n 35 jaar oud worden, maar slechts ongeveer 22 in de Zwarte Zee.

## Vijanden
Doordat de gewone dolfijn zo'n uitmuntende zwemmer is, heeft deze dolfijn haast geen vijanden; ze kunnen zelfs orka's te snel af zijn.

## Taxonomie
De Kaapse dolfijn (Delphinus capensis) werd soms als aparte soort van de gewone dolfijn gerekend, maar bleek niet te verschillen van deze soort. In 2024 werden de populaties in de oostelijke Stille Oceaan met een lange snuit afgesplitst als aparte soort: Delphinus bairdii.

### Ondersoorten
- Delphinus delphis delphis Linnaeus, 1758: komt voor in de Atlantische Oceaan en Stille Oceaan.
- Delphinus delphis ponticus Barabash, 1935: komt voor in de Zwarte Zee.
- Delphinus delphis tropicalis Van Bree, 1971: komt voor in de Indische en Stille Oceaan van ten minste de Rode Zee/Somalië langs de Perzische Golf en de Golf van Thailand tot het westen van Taiwan, het zuiden van China en tot Indonesië.